# Windjammers
Windjammers, conosciuto in Giappone come Flying Power Disc (フライング・パワー・ディスク?, Furaingu Pawā Disuku),  è un videogioco sportivo arcade inerente al gioco del frisbee, sviluppato da Data East e pubblicato da SNK nel 1994 per il Neo Geo, e l'anno seguente per la relativa console domestica Neo Geo CD.
Il suo gameplay con visuale dall'alto ricorda quello dell'Hockey da tavolo oppure l'intramontabile Pong.

## Modalità di gioco
Windjammers mostra un campo rettangolare dalle misure simili a quelle nel tamburello, diviso a metà da una linea, ripreso dall'alto; si gioca uno contro uno e ogni giocatore ne occupa la rispettiva metà.
L'obiettivo è scagliare il frisbee nell'area di porta avversaria sul fondo verticale del campo, dove vengono ricevuti 2 punti riuscendo a farlo cadere. Sempre sul fondo vi sono segnali di un colore diverso in base al punteggio che si vuol ottenere centrandoli: il segnale giallo (in quasi tutti i campi sono due che occupano ambedue gli angoli) dà 3 punti, mentre 5 quello rosso (generalmente al centro). Le pareti orizzontali del campo fungono da sponde sulle quali il frisbee rimbalza. Vincitore del match risulta colui che a fine tempo avrà totalizzato più punti; se uno sfidante raggiunge i 12 si aggiudica direttamente il set, in caso di parità allora per entrambi vi è il sudden death, dove il primo che realizza anche un solo punto supera questo spareggio.
Attraverso il joystick ci si sposta liberi per la propria metà e premendo i pulsanti A e B compiere azioni con o senza frisbee. Tramite A lo si lancia mediante un tiro diretto (sarà possibile darne l'effetto con un movimento a giro), in fase di non possesso ci si può tuffare per recuperare il frisbee oppure, da fermi, mettersi in posizione di difesa per poter impattare un tiro veloce e impennare il frisbee, al fine di recuperarlo facilmente. Tramite B invece è possibile tracciare un pallonetto in modo che il frisbee caschi per terra. Se si scaglia il frisbee "di prima" (ovvero tirandolo direttamente appena lo si riceve) il tiro va più veloce rispetto ad uno normale.
Infine verranno eseguiti attacchi speciali sia come tiri diretti che come lob quando si riceve un frisbee dall'alto: la tecnica base per poterli effettuare è quella di ricevere un tiro diretto con la difesa da fermo, e quando esso s'impenna si lascia premuto il pulsante del tiro diretto per caricare il tiro speciale; questo tiro varia a seconda del personaggio scelto.

### Campi di gioco
Sono variegati e possono creare degli handicap per qualunque personaggio: gli incontri si possono infatti svolgere su sabbia, prato rasato, pavimento piastrellato, cemento, terra battuta o su parquet all'interno di uno stadio. Anche le aree di porta in fondo al campo variano di posizione e dimensione a seconda del campo stesso.

### Livelli bonus
In tutto sono due e presentano diverse regole:
- Lancio del frisbee - Giocabile dopo il secondo livello. Su una spiaggia il frisbee viene lanciato il più lontano possibile, dovendo poi controllare un cane e far sì che questi, mentre evita i bagnanti lo possa prendere al volo in ricaduta;
- Bowling - Giocabile dopo il quarto livello, però stavolta vede per dieci frame dei tiri al bowling col frisbee al posto della tradizionale boccia.

## Personaggi selezionabili
| Atleta                         | Nazione                  | Info |
| ------------------------------ | ------------------------ | --- |
| Hiromi Mita                    | Giappone (bandiera)      | È il personaggio più veloce e debole del gioco, nonché l'unico giocatore femmina. Il suo tiro speciale ha un effetto onda.                                                                                           |
| Bee-Ho Yoo ver. originale      | Corea del Sud (bandiera) | Giocatore veloce, ha un tiro speciale che fa percorrere il frisbee lungo il fondo del campo, conclusione micidiale contro avversari lenti e su un campo largo.                                                       |
| Steve Miller ver. statunitense | Regno Unito (bandiera)   | Giocatore veloce, ha un tiro speciale che fa percorrere il frisbee lungo il fondo del campo, conclusione micidiale contro avversari lenti e su un campo largo.                                                       |
| Jordi Costa                    | Spagna (bandiera)        | Giocatore dalle caratteristiche equilibrate tra velocità e potenza, con una leggera prevalenza della prima, sicuramente un'ottima scelta per chi inizia. Il tuo tiro speciale ha un effetto zig-zag.                 |
| Loris Biaggi                   | Italia (bandiera)        | È il giocatore più equilibrato, tendente alla potenza. Il nome è chiaramente ispirato ai noti motociclisti Loris Capirossi e Max Biaggi. Il suo colpo speciale è il "tiro a vortice".                                |
| Gary Scott                     | Stati Uniti (bandiera)   | Giocatore di colore, con un bagaglio indirizzato sulla potenza di tiro più che sulla velocità. Ha un colpo speciale che rimbalza sulle pareti.                                                                       |
| Klaus Wessel                   | Germania (bandiera)      | È il personaggio più potente e lento, ha un tiro speciale devastante per potenza, ed un avversario più leggero messo a difendere sulla linea di fondo rischia seriamente di finire a fondo campo assieme al frisbee. |

Ogni personaggio esclama delle frasi (soprattutto nei tiri speciali e in caso di vittoria) nella lingua della propria nazione di appartenenza.

## Accoglienza

### Popolarità e vendite
| Testata                        | Versione      | Giudizio |
| ------------------------------ | ------------- | -------- |
| Metacritic (media al 14/08/21) | N. Switch     | 81       |
| Metacritic (media al 14/08/21) | PlayStation 4 | 76       |
| OpenCritic (media al 14/08/21) | varie         | 78       |

In Nord America, il numero di RePlay dell'aprile 1994 riportava che Windjammers era il quattordicesimo gioco arcade più popolare dell'epoca. Il numero di luglio del medesimo anno di Play Meter lo elencò successivamente come il diciannovesimo sempre popolare.
In Giappone, Game Machine ha elencato Windjammers come la ventiduesima unità arcade da tavolo di maggior successo di maggio 1994, superando titoli del calibro di Samurai Shodown della SNK. Secondo Famitsū, la versione Neo Geo CD vendette oltre 4 307 copie nella prima settimana sul mercato.

## Sequel
Dopo oltre vent'anni, nel 2018 fu annunciato il sequel ufficiale, Windjammers 2, sviluppato in Francia da DotEmu su concordato permesso di Paon DP, compagnia giapponese detentrice dei diritti del titolo originale in seguito alla chiusura di Data East. Dopo tanti rinvii l'uscita venne pianificata nel corso del 2021 su PlayStation 5, PlayStation 4, Xbox One, PC, Google Stadia e Nintendo Switch. Confermata data di pubblicazione è il 20 gennaio 2022.
Una open beta test  con quattro personaggi e introducendovi per la prima volta l'atleta francese Sophie De Lys come personaggio giocabile, è stata disponibile dall'11 al 22 agosto 2021 per le piattaforme PlayStation 5, PlayStation 4 e Steam.